# Уэтерли, Шоун
Шоун Николс Уэтерли (англ. Shawn Nichols Weatherly; род. 24 июля 1959, Самтер, Южная Каролина) — американская модель, фотомодель, актриса

;  победительница «Мисс США 1980» и «Мисс Вселенная 1980». Она сыграла главную роль в фильме «Полицейская академия 3: Переподготовка» (1986) и в первом сезоне «Спасатели Малибу».

## Биография
Родилась в Сан-Антонио, штат Техас. Самый младший ребёнок из трёх детей, в семье матери Джоанн (бывшая модель Кристиан Диор) и отца, в прошлом член военно-воздушных сил США, дислоцированных в Сан-Антонио. Когда ей было 9 лет, её семья переехала в Самтер, штат Южная Каролина. Выпускница школы Sumter High School.
Поступила в Clemson University, по специальности Главная медсестра. За время обучения, она была членом женского общества Delta Delta Delta.

## Карьера

### Конкурс красоты
За время участия в предварительном конкурсе, была с явным отрывом и выиграла все три раунда финального конкурса (интервью, выходы вечернем платье и купальнике). Она была единственной участницей, которая набрала более 9 баллов в предварительных выходах. Стала второй участницей из Южной Каролины, которая стала победительницей Мисс США.
В июле 1980 года, участвовала в международному конкурсе красоты Мисс Вселенная, проходивший в Сеуле, Южная Корея. Её ближайшими соперницами стали Линда Галлахер из Шотландии (стала Первая Вице Мисс), которая заняла второе место и Дениз Ноттл из Новой Зеландии (стала Второй Вице Мисс).

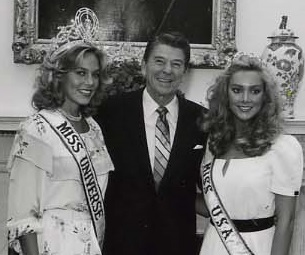
Шоун Уэтерли, президент США Рональд Рейган и Ким Силбрид в Овальном кабинете в 1981 году

Стала пятой представительницей США, которая завоевала титул Мисс Вселенная.

### Телевидение
Она известна по своей роли Джилл Райли по телесериалу Спасатели Малибу и по реалити-шоу Oceanquest, где Шоун плавала с акулами. (Её отец умер до показа Oceanquest.) Сыграла небольшую роль в Дюки из Хаззарда, в эпизоде «Coy vs. Vance». Она также сыграла главную роль в комедийном фильме Полицейская академия 3: Переподготовка. В 2014 появилась в комедийном фильме ужасов Любовь во время монстров.

### Личная жизнь
Некоторое время Шоун Уэтерли встречалась с Дуайтом Кларком. В 1994 году она вышла замуж за Чипа Харриса; в этом браке родились два ребёнка.

## Фильмография
| Год       | Оригинальное название              | Название на русском языке              | Роль                                          |
| --------- | ---------------------------------- | -------------------------------------- | --------------------------------------------- |
| 1983      | The Dukes of Hazzard               | Дюки из Хаззарда                       | Билли Энн Бэксли                              |
| 1983      | The A-Team                         | Команда «А»                            | Женщина водитель                              |
| 1983      | Happy Days                         | Счастливые дни                         | Сисси                                         |
| 1984      | Cannonball Run II                  | Гонки «Пушечное ядро» 2                | Девушка в кровати Джейми Блжэйка (Дин Мартин) |
| 1985      | Amazing Stories                    | Удивительные истории                   | участница конкурса красоты                    |
| 1986      | Police Academy 3: Back in Training | Полицейская академия 3: Переподготовка | Кадет Карен Адамс                             |
| 1987      | The New Leave It to Beaver         | Всё ещё Бивер                          | Кристина                                      |
| 1987      | Matlock                            | Мэтлок                                 | Дебра О’Киф                                   |
| 1987-1988 | J.J. Starbuck                      | —                                      | Джилл Старбак                                 |
| 1989-1990 | Baywatch                           | Спасатели Малибу                       | Джилл Райли                                   |
| 1999      | Chicago Hope                       | Надежда Чикаго                         | Кэрол Деррикс                                 |